# Liste der Monuments historiques in Les Combes
Die Liste der Monuments historiques in Les Combes führt die Monuments historiques in der französischen Gemeinde Les Combes auf.

## Liste der Immobilien
| Bezeichnung                      | Beschreibung | Standort                           | Kennzeichnung | Schutzstatus | Datum | Bild           |
| -------------------------------- | --- | ---------------------------------- | ------------- | ------------ | ----- | -------------- |
| Höhlenkirche Notre-Dame-de-Pitié | ehemalige Einsiedelei, im 12. Jahrhundert erstmals erwähnt, vom 17. Jahrhundert bis 1832 Pfarrkirche von Remonot; mit Votplatz, Felswand und Glockenturm | Remonot, route de la Grotte (Lage) | PA25000066    | Inscrit      | 2009  | weitere Bilder |
| Bauernhof                        | aus der zweiten Hälfte des 18. Jahrhunderts, seit 1816 weitgehend unverändert; mit der Schmiede und Teilen der Innenausstattung und der Außenanlagen     | La Motte, 6 rue du 8 Mai (Lage)    | PA25000023    | Inscrit      | 2001  |                |

## Liste der Objekte
| Bezeichnung                                         | Beschreibung | Standort                                                | Kennzeichnung | Schutzstatus | Datum | Bild |
| --------------------------------------------------- | --- | ------------------------------------------------------- | ------------- | ------------ | ----- | ---- |
| Skulptur Dreifaltigkeit                             | Holz, 16. Jahrhundert | Remonot, in der Kirche Saint-Esprit (Lage)              | PM25000574    | Classé       | 1962  |      |
| Marienaltar                                         | linker Seitenaltar; Altartisch und Retabel; Holz, farbig gefasst, 18. und 19. Jahrhundert | Remonot, in der Kirche Saint-Esprit (Lage)              | PM25000575    | Classé       | 1981  |      |
| Franz-Xaver-Altar                                   | rechter Seitenaltar; Altartisch, Retabel und Gemälde; Holz, farbig gefasst, Ölfarbe auf Leinwand, 18. und 19. Jahrhundert                                                                                              | Remonot, in der Kirche Saint-Esprit (Lage)              | PM25000576    | Classé       | 1981  |      |
| Altarkreuz und sechs Altarleuchter                  | Holz, vergoldet, erste Hälfte des 18. Jahrhunderts; aus der Kirche St-Joseph in Grand’Combe-Châteleu | Remonot, in der Kirche Saint-Esprit (Lage)              | PM25000577    | Classé       | 1975  |      |
| Taufbecken                                          | Holz, farbig gefasst, 18. und 19. Jahrhundert | Remonot, in der Kirche Saint-Esprit (Lage)              | PM25000578    | Classé       | 1975  |      |
| Hauptaltar                                          | Altartisch, Altaraufbau und Tabernakel; Holz, farbig gefasst und vergoldet, 18. Jahrhundert; Altartisch aus der Kirche Ste-Anne in Gilley, Altaraufbau und Tabernakel aus der Kirche St-Joseph in Grand’Combe-Châteleu | Remonot, in der Kirche Saint-Esprit (Lage)              | PM25000579    | Classé       | 1975  |      |
| Zwei Skulpturen: Heilige Agatha und heilige Barbara | Holz, farbig gefasst und vergoldet, bezeichnet 1702 | Remonot, in der Höhlenkirche Notre-Dame-de-Pitié (Lage) | PM25000580    | Classé       | 1975  |      |
| Pietà                                               | Holz, farbig gefasst, Ende des 15. Jahrhunderts | Remonot, in der Höhlenkirche Notre-Dame-de-Pitié (Lage) | PM25000581    | Classé       | 1978  |      |
| Gemälde Stiftung des Rosenkranzes                   | Ölfarbe auf Leinwand, 18. Jahrhundert | La Motte, in der Kirche Nativité-de-Notre-Dame (Lage)   | PM25002022    | Inscrit      | 1975  |      |
| Kanzel                                              | Eichenholz, teilweise vergoldet, datiert 1766 | La Motte, in der Kirche Nativité-de-Notre-Dame (Lage)   | PM25002023    | Inscrit      | 1979  |      |